# Xiphidium
Genre
Classification APG III (2009)
Synonymes
- Durandia Boeckeler
- Tonduzia Boeckeler ex Tonduz[3]

Xiphidium est un genre de plante herbacée néotropical appartenant à la famille des Haemodoraceae, dont l'espèce type est Xiphidium caeruleum Aubl., 1775. Ce genre comprend aujourd'hui 2 espèces valides.

## Liste d'espèces
Selon The Plant List (18/11/2021) :
- Xiphidium caeruleum Aubl.
- Xiphidium xanthorrhizon C.Wright ex Griseb.

## Histoire naturelle
En 1775, le botaniste Aublet propose la diagnose suivante : 
« XIPHIDIUM. (Tabula 11.) 

CAL. nullus.
COR. Petala fex ; tria exteriora, ovata, acuta, infernè viridia ; fuperne cærulea ; tria interiora minora, tenuiora, cærulea.
STAM. Filament a tria receptaculo germinis inſerta. Antheræ oblongæ, ſulcatæ, bilocularæ.
PIST. Germen ſubrotundum, triſulcatum. Stylus longus, triangularis. Stigma craſſiuſculum, trigonum.
PER. Capsula ovata, triſulcata, hirſuta, trilocularis.

SEM. numeroſa, ſubrotunda, nigra. »

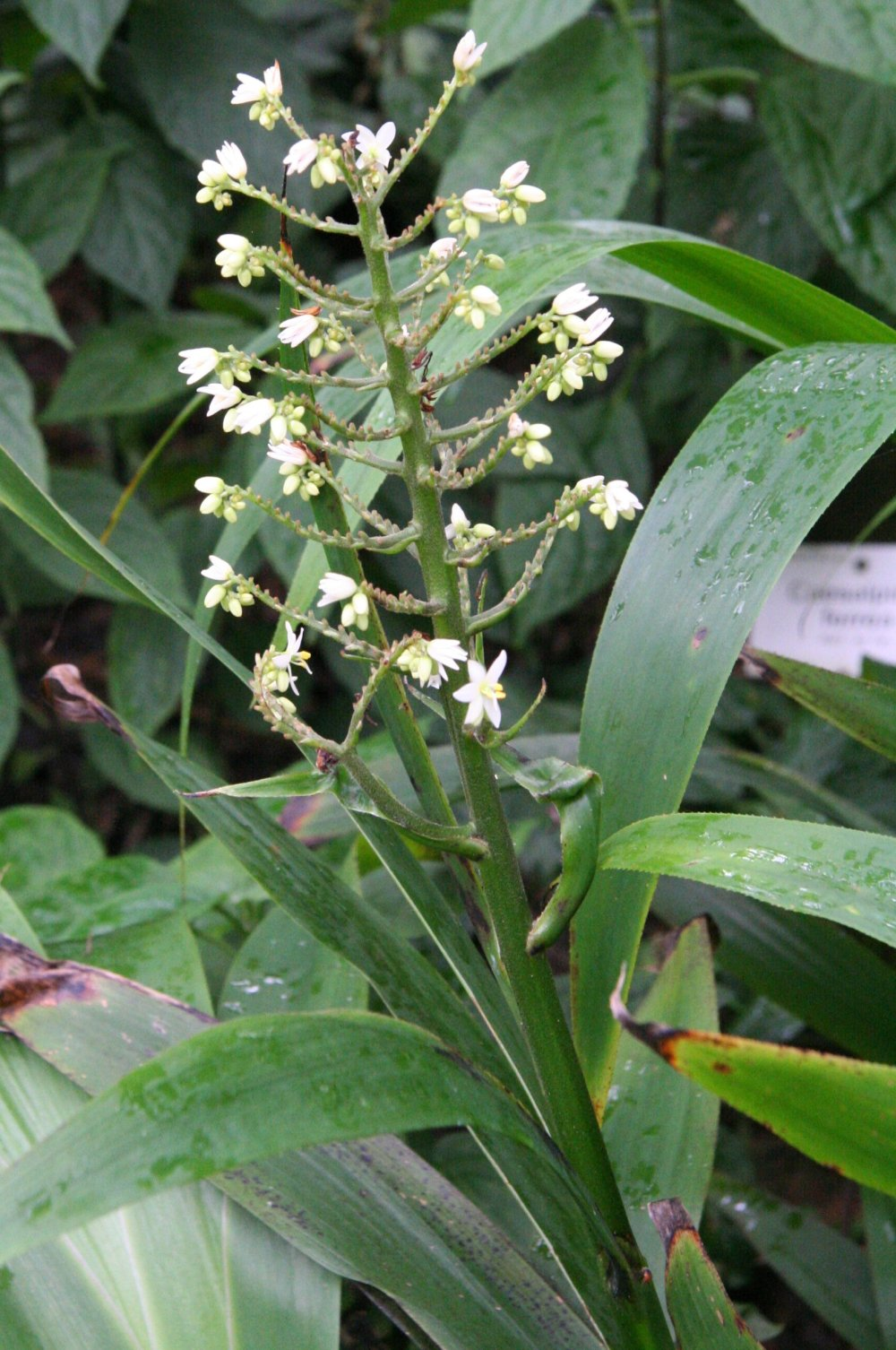
Xiphidium caeruleum